# Görlitzer Park
Görlitzer Park er en af de større parker og rekreative områder i kvarteret Kreuzberg i Berlin. Parken er anlagt i forlængelse af nedrivningen af banegårdsruinerne fra den gamle Görlitzer Bahnhof i 1980'erne og 1990'erne. I dag ses navnet Görlitzer Bahnhof kun i undergrundsstationen U-Bahnhof Görlitzer Bahnhof. Parken er bl.a. kendt for en bondegård til børn, utallige grillfester om sommeren og mange Open-Air arrangementer.
Med opførelsen af muren i 1961 blev banegårdstrafikken indstillet, selvom der faktisk fortsatte med at blive fragtet gods helt frem til 1985. I midten af 1980'erne traf den berlinske byggesenator Rolf Schwedler den meget upopulære beslutning om helt at fjerne ruinerne af den gamle banegård, men beboerne i lokalområdet i Kreuzberg SO36 var arge modstandere af nedrivningen, som dog blev gennemført. Efter planer af Freien planungsgruppe Berlin anlagdes i stedet en bypark. I dag minder kun enkelte spor, resterne af en fodgængertunnel og tre pakhuse til gods om områdets tidligere funktion.
 I den nordvestlige del af parken ligger Spreewaldplatz, der tidligere hed Bahnhofsvorplatz, med Spreewaldbadet, der blev anlagt i årene 1984-1987 efter planer af arkitektfirmaet Christoph Langhof. Badet fylder op og har flere løjerlige bassiner, bl.a. et bølgebad og en sauna. I nord afgrænses parken af Lausitzer Platz med August Orth's Emmauskirche fra 1890-93, men før den af Skalitzer Strasse med Berlins ældste undergrundslinje, U1. I syd afgrænses parken af Landwehrkanal og før genforeningen var det også grænsen mod øst, i dag er det nabobydelen Treptow.
En af de mest berømte udformninger ved Görlitzer Park er afbildningen af de berømte drypstensterrasser fra Pamukkale i Tyrkiet, der er bygget ind på bagsiden af badet. Grundet en dårlig konstruktion blev terrasserne ramt af frostskader den første vinter efter åbningen og har siden været lukket af for offentligheden af sikkerhedsgrunde. Man overvejer stadig, om man skal lave en ny konstruktion.
I den sydlige del af den nuværende park forbandt flere jernbanebroer området med Treptow, en af disse broer findes stadig i dag, den fungerer som fodgængerbro til Lohmühleninsel over Landwehrkanal. Broerne fortsætter det grønne område ind i Treptow langs Kiefholzstrasse, således at fodgængere og cyklister kan bevæge sig i grønt område fra Treptow Park over Görlitzer Park og videre til Lausitzer Platz. Indtil murens fald var Landwehrkanal grænse mellem øst og vest og altså udstyret med Berlinmur. På hjørnet af Wiener Strasse og Görlitzer Ufer stod en lokomotivremise med drejeskive; i dag er der en lille høj med rutschebane og slædebane.
Så langt frem som 1989 var tunnelen til banegården stadig i funktion, den er siden blevet til en art naturlig fordybning i landskabet i parken. På den vestlige side af den tidligere tunnel står Rüdiger Preislers 14 meter høj skulptur, båret af stålbærere og kaldt Det skrigende menneske .
Parken er i folkemunde kendt under navnet Görli, som man også kender fra sommerhittet Görli af P.R.Kantate.